# دمیتریوس پیندر
دمیتریوس پیندر (انگلیسی: Demetrius Pinder؛ زادهٔ ۱۳ فوریهٔ ۱۹۸۹) دونده اهل باهاما است.
وی در مسابقات کشوری و بین‌المللی در مجموع برندهٔ ۱ مدال طلا، ۶ مدال نقره، ۲ مدال برنز شده‌است.